# Andropolia contacta
Andropolia contacta är en fjärilsart som beskrevs av Walker 1856. Andropolia contacta ingår i släktet Andropolia och familjen nattflyn. Inga underarter finns listade i Catalogue of Life.